# Manfredi Gravina
Manfredi Gravina (italienisch Manfredi Conte di Ramacca Gravina; * 14. Juni 1883 in Palermo; † 19. September 1932 in Danzig) war ein italienischer Graf aus dem sizilianischen Fürstenhaus Gravina, Marineoffizier, Diplomat und Hoher Kommissar in der Freien Stadt Danzig (1929–1932). Gravina war das älteste Kind der Eheleute Biagio und Blandine Gravina (geb. von Bülow). Seine Mutter war die zweitälteste Tochter Hans und Cosima von Bülows (nachmalige Cosima Wagner).

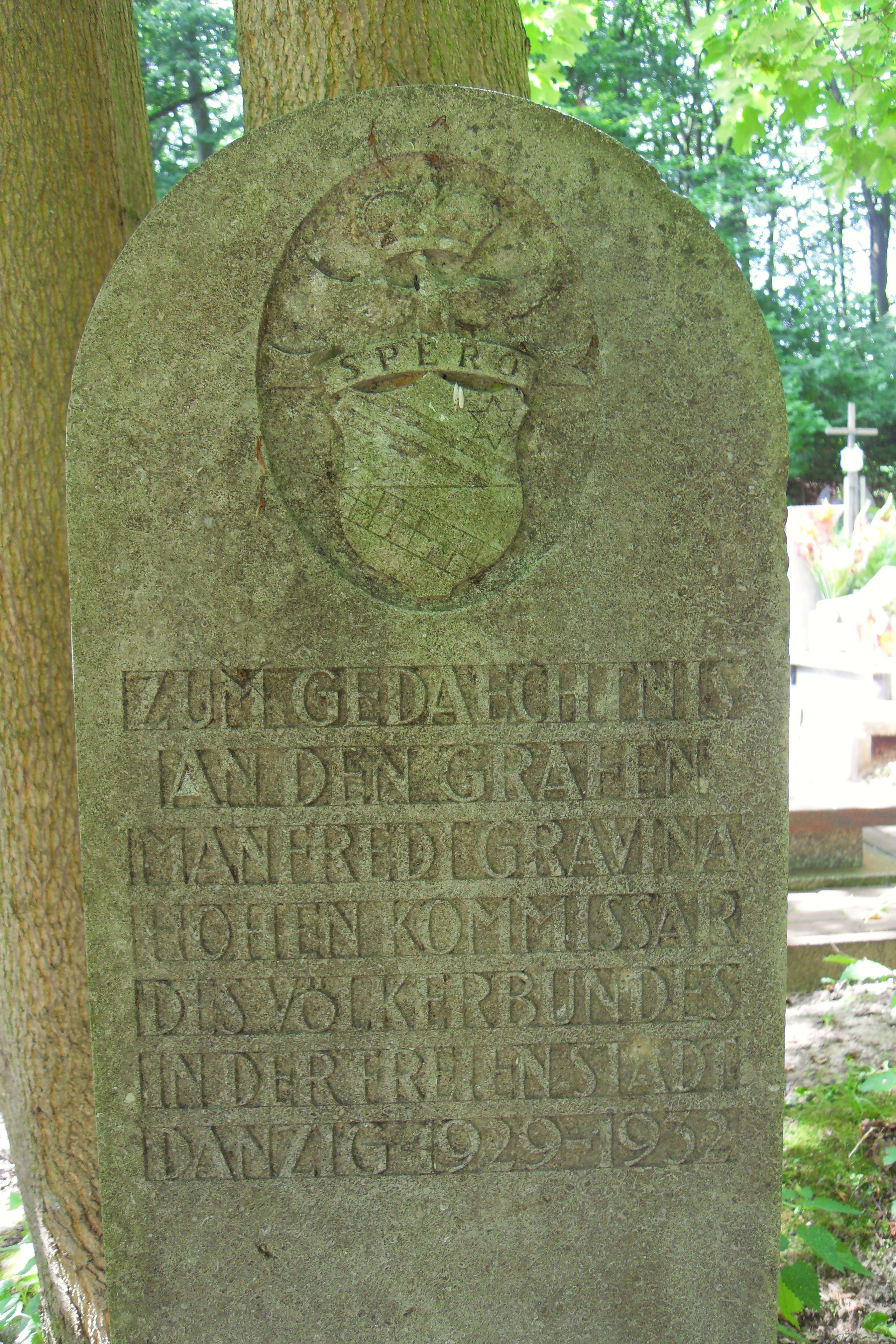
Gedenkstele in Danzig

Gravina diente seit 1900 in der italienischen Marine und wechselte um 1905 in den diplomatischen Dienst. Von 1906 bis 1907 arbeitete er an den italienischen Vertretungen in Schanghai und in Berlin. Er nahm am Ersten Weltkrieg als Flugzeugpilot teil. Ab 1919 bis 1922 diente Gravina als Berater in verschiedenen skandinavischen Ländern, bis er ab 1924 Delegierter beim Völkerbund wurde.
Von 1929 bis 1932 war Gravina in Danzig als Hoher Kommissar des Völkerbundes für den dortigen Freistaat zuständig.
Am 3. Mai 1922 heiratete Gravina Maria Sofia Giustiniani-Bandini. Gravina starb überraschend am 19. September 1932 in Danzig an Darmkrebs und wurde drei Tage später auf dem dortigen St. Albrecht-Friedhof vorübergehend bestattet; etwas später wurde der Leichnam nach Italien überführt. 